# Denton (Kansas)
Denton és una població dels Estats Units a l'estat de Kansas. Segons el cens del 2000 tenia 186 habitants.

## Demografia
Segons el cens del 2000, Denton tenia 186 habitants, 71 habitatges, i 47 famílies. La densitat de població era de 513 habitants per km².
Dels 71 habitatges en un 38% hi vivien nens de menys de 18 anys, en un 62% hi vivien parelles casades, en un 2,8% dones solteres, i en un 33,8% no eren unitats familiars. En el 32,4% dels habitatges hi vivien persones soles el 22,5% de les quals corresponia a persones de 65 anys o més que vivien soles. El nombre mitjà de persones vivint en cada habitatge era de 2,62 i el nombre mitjà de persones que vivien en cada família era de 3,4.
Per edats la població es repartia de la següent manera: un 33,9% tenia menys de 18 anys, un 4,8% entre 18 i 24, un 29% entre 25 i 44, un 15,1% de 45 a 60 i un 17,2% 65 anys o més.
L'edat mediana era de 35 anys. Per cada 100 dones de 18 o més anys hi havia 89,2 homes.
La renda mediana per habitatge era de 30.500 $ i la renda mediana per família de 40.625 $. Els homes tenien una renda mediana de 31.875 $ mentre que les dones 20.417 $. La renda per capita de la població era de 12.872 $. Cap de les famílies i el 4,5% de la població estaven per davall del llindar de pobresa.

## Poblacions més properes
El següent diagrama mostra les poblacions més properes.